# Erik Gabrielsson Emporagrius
Erik Gabrielsson Emporagrius (1606 – 14. marts 1674) var en svensk professor og biskop.
Erik Emporagrius blev født i Torsåker i Gästrikland som søn af Gabriel Emporagrius, der var præst i området. Han studerede på Uppsala universitet, hvor han fik sin kandidatgrad i 1632 efter også at have studeret på udenlandske universiteter. Da han vendte tilbage i 1637, blev han udnævnt som professor i fysik på Uppsala universitet, men efter nogle få år flyttede han til det teologiske fakultet I 1645 blev han udnævnt til kapellan for Dronning Kristina, i 1649 pastor primarius i Stockholm, og i 1664 biskop i Strängnäs Stift.
Den tidligere biskop i Strängnäs, Johannes Matthiae Gothus, var på baggrund af nogle udgivelser blevet anklaget for at angribe biblen og var mistænkt for at ville en union mellem den lutheranske og reformerede kirke. Emporagrius blev en af hans opponenter, og resultatet af konflikten blev, at den gamle biskop, halvt af eget ønske og halvt som officiel beslutning blev fjernet fra biskopembedet og erstattet med Emporagrius. Han forblev i denne stilling i ti år indtil hans død.
Emporagrius var en lærd og arbejdsom mand, der som teolog nidkært vogtede de ortodokse i den lutherske kirke. Adskillige af hans skrifter er bevaret heriblandt Admonitio consolat ad obeundam pio et constanti animo mortem (1629), Methodus Theologiæ (1647), Likpredikningar (Prædikener for de døde, 1653–60), Oratio pro reddita Pace (1664) og Catechesens enfaldige förklarning (Simpel forklaring af Katekismus, 1669). I sidstnævnte kommenterer han i forklaringen om De 10 Bud at en hustru skal betragtes som den fineste artikel blandt en mands ejendele eller løsøre, hvilket irriterede enkedronning Hedvig Eleonora af Holstein-Gottorp så meget, at hun bandlyste arbejdet.
Han giftede sig første gang med Sara Eriksdotter Simtelia og anden gang i 1648 med Elisabeth Olivecrantz, datter af Laurentius Paulinus Gothus, ærkebiskop i Uppsala Stift og tredje gang med Anna Depchen. Hans søn Gabriel Emporagrius, født i 1639, blev adlet i 1668 med navnet Lillieflycht som tak for hans faders indsats. Erik Emporagrius døde i Strängnäs d. 14. marts 1674.